# Dalbergia kunstleri
Dalbergia kunstleri är en ärtväxtart som beskrevs av David Prain. Dalbergia kunstleri ingår i släktet Dalbergia, och familjen ärtväxter. Inga underarter finns listade i Catalogue of Life.